# Monolexis fuscicornis
Monolexis fuscicornis är en stekelart som beskrevs av Forster 1862. Monolexis fuscicornis ingår i släktet Monolexis och familjen bracksteklar. Inga underarter finns listade i Catalogue of Life.